# Frederic (banda)
Frederic (フレデリック) é uma banda de J-rock, formada na cidade de Kobe no Japão, atuando desde 2009. A banda tem contrato com a gravadora A-Sketch Music Label e em 2015, lançou 4 EPs e vários singles. Em 2015, Frederic ganhou o prêmio Kansai block local award, no 7º CD Shop Awards por seu álbum oddloop. Este álbum foi lançado em 24 de setembro de 2014, e também foi a sua estreia em uma grande gravadora.

## Membros
- Kenji Mihara (三原健司, Mihara Kenji) – Vocais, guitarra
- Koji Mihara (三原康司, Mihara Kōji) – Baixo, vocais
- Ryuji Akagashira (赤頭隆児, Akagashira Ryūji) – Guitarra
- Takeru Takahashi (高橋武, Takahashi Takeru) - Bateria[2]

Kenji e Koji são irmãos gêmeos.
Ex-membros:
- kaz. – Bateria

## Discografia

### Álbuns
| Título                                   | Detalhes do álbum                                                                             | Posições de pico |
| Título                                   | Detalhes do álbum                                                                             | JPN              |
| ---------------------------------------- | --------------------------------------------------------------------------------------------- | ---------------- |
| Frederhythm (フレデリズム, Furederizumu) | - Lançado em: 19 de outubro de 2016 (JPN) - Rótulo: A-Sketch - Formatos: CD, download digital | 7                |
| TOGENKYO (ミニアルバム)                  | - Lançado em: 10 de agosto de 2017 - Rótulo: A-Sketch - Formatos: CD, download digital        | 10               |

### Extended Plays
| Título | Detalhes do álbum                                                                              | Posições de pico |
| Título | Detalhes do álbum                                                                              | JPN              |
| --- | ---------------------------------------------------------------------------------------------- | ---------------- |
| Shinda Sakana no Youna Me o Shita Sakana no Youna Ikikata wa Shinai (死んだサカナのような眼をしたサカナのような生き方はしない) | - Lançado em: 12 de dezembro de 2011 (JPN) - Rótulo: a Auto-publicado* - Formatos: CD          | —                |
| Uchū ni Muchū (うちゅうにむちゅう)                                                                                             | - Lançado em: 12 de Março de 2014 (JPN) - Rótulo: Amasse A&R - Formatos: CD, download digital  | 89               |
| oddloop | - Lançado em: 24 de setembro de 2014 (JPN) - Rótulo: A-Sketch - Formatos: CD, download digital | 73               |
| Owarase Night | - Lançado em: 6 de Maio de 2015 (JPN) - Rótulo: A-Sketch - Formatos: CD, download digital      | 16               |
| OTOTUNE | - Lançado em: 25 de novembro de 2015 (JPN) - Rótulo: A-Sketch - Formatos: CD, download digital | 46               |
| *↑ Venda limitada no local ao vivo                                                                                             |                                                                                                |                  |

### Singles
| Título                                                                            | Detalhes do álbum                                                                                 | Posições de pico |
| Título                                                                            | Detalhes do álbum                                                                                 | JPN              |
| --------------------------------------------------------------------------------- | ------------------------------------------------------------------------------------------------- | ---------------- |
| "Hitsuji no Uta" (ヒツジのうた)                                                   | - Lançando em: Data desconhecida - Rótulo: Desconhecido - Formato: CD                             | —                |
| "Shimauma/Metro" (シマウマ/メトロ)                                                | - Lançado em: 19 de setembro de 2009 (JPN) - Rótulo: Auto-publicado* - Formatos: Download digital | —                |
| "Sukima ni Haireba Kowakunai" (スキマに入れば怖くない)                            | - Lançado em: 17 de novembro de 2010 (JPN) - Rótulo: E-Development Records - Formatos: CD         | —                |
| "Mushakusha Shite Yatta" (むしゃくしゃしてやった)                                 | - Lançado em: 6 de abril de 2013 (JPN) - Rótulo: Auto-publicado* - Formatos: CD                   | —                |
| "Kōkai wa Shiteinai" (後悔はしていない)                                           | - Lançado em: 6 de julho de 2013 (JPN) - Rótulo: Auto-publicado* - Formatos: CD                   | —                |
| "SPAM Seikatsu/Puroresu Gokko no Hula Hoop" (SPAM生活/プロレスごっこのフラフープ) | - Lançado em: 14 de agosto de 2013 (JPN) - Rótulo: Desconhecido - Formatos: LP                    | —                |
| "Odoru Sweater" (踊るセーター)                                                    | - Lançado em: 23 de fevereiro de 2014 (JPN) - Rótulo: Auto-publicado* - Formatos: CD              | —                |
| "oddloop e.p."                                                                    | - Lançado em: 24 de setembro de 2014 (JPN) - Rótulo: HMV Record Shop - Formatos: LP               | —                |
| "Only Wonder" (オンリーワンダ, Onrī Wanda)                                        | - Lançado em: 15 de maio de 2016 (JPN) - Rótulo: A-Sketch - Formatos: CD, download digital        | 16               |
| "Kanashii Ureshii" (かなしいうれしい)                                             | - Lançado em: 16 de agosto de 2017 - Rótulo: A-Sketch - Formatos: CD, download digital            | 14               |
| *↑ Venda limitada no local ao vivo                                                |                                                                                                   |                  |